# Neaxestis irrorata
Neaxestis irrorata är en fjärilsart som beskrevs av George Francis Hampson 1910. Neaxestis irrorata ingår i släktet Neaxestis och familjen trågspinnare. Inga underarter finns listade i Catalogue of Life.